# Сория, Альберто
Альбе́рто Со́рия (исп. Alberto Soria; 10 марта 1906, Лима — дата смерти неизвестна) — перуанский футболист, защитник, участник чемпионата мира 1930 года.

## Карьера

### В сборной
Игрок клуба «Альянса Лима», Альберто Сория дебютировал в национальной сборной на чемпионате мира 1930 года. Отыграв стартовый матч против сборной Румынии, на следующую игру против хозяев турнира уругвайцев Сория в состав не попал.
Альберто также участвовал в играх чемпионата Южной Америки 1937 года. В пяти матчах с его участием, проведённых на турнире, сборной удалось добиться лишь 1 победы и 1 ничьей при 3 поражениях.
Шестью проведёнными матчами карьера Сории в сборной ограничилась.
| Матчи и голы Альберто Сории за сборную Перу | Матчи и голы Альберто Сории за сборную Перу | Матчи и голы Альберто Сории за сборную Перу | Матчи и голы Альберто Сории за сборную Перу | Матчи и голы Альберто Сории за сборную Перу | Матчи и голы Альберто Сории за сборную Перу | Матчи и голы Альберто Сории за сборную Перу |
| ------------------------------------------- | ------------------------------------------- | ------------------------------------------- | ------------------------------------------- | ------------------------------------------- | ------------------------------------------- | ------------------------------------------- |
| №                                           | Дата                                        | Место проведения                            | Соперник                                    | Счёт                                        | Голы                                        | Турнир                                      |
| 1                                           | 14 июля 1930                                | Монтевидео, Уругвай                         | Румыния                                     | 1:3                                         | -                                           | Чемпионат мира 1930                         |
| 2                                           | 27 декабря 1936                             | Буэнос-Айрес, Аргентина                     | Бразилия                                    | 2:3                                         | -                                           | Чемпионат Южной Америки по футболу 1937     |
| 3                                           | 6 января 1937                               | Буэнос-Айрес, Аргентина                     | Уругвай                                     | 2:4                                         | -                                           | Чемпионат Южной Америки по футболу 1937     |
| 4                                           | 16 января 1937                              | Буэнос-Айрес, Аргентина                     | Аргентина                                   | 0:1                                         | -                                           | Чемпионат Южной Америки по футболу 1937     |
| 5                                           | 21 января 1937                              | Буэнос-Айрес, Аргентина                     | Чили                                        | 2:2                                         | -                                           | Чемпионат Южной Америки по футболу 1937     |
| 6                                           | 24 января 1937                              | Буэнос-Айрес, Аргентина                     | Парагвай                                    | 1:0                                         | -                                           | Чемпионат Южной Америки по футболу 1937     |

Итого: 6 матчей / 0 голов; 1 победа, 1 ничья, 4 поражения.